# Sanicula azorica
Sanicula azorica — вид трав'янистих рослин з родини Окружкові (Apiaceae), ендемік Азорських островів.

## Поширення
Ендемік Азорських островів (о. Сан-Жорже, Сан-Мігель, Санта-Марія, Фаял, Піку, Терсейра).

## Галерея

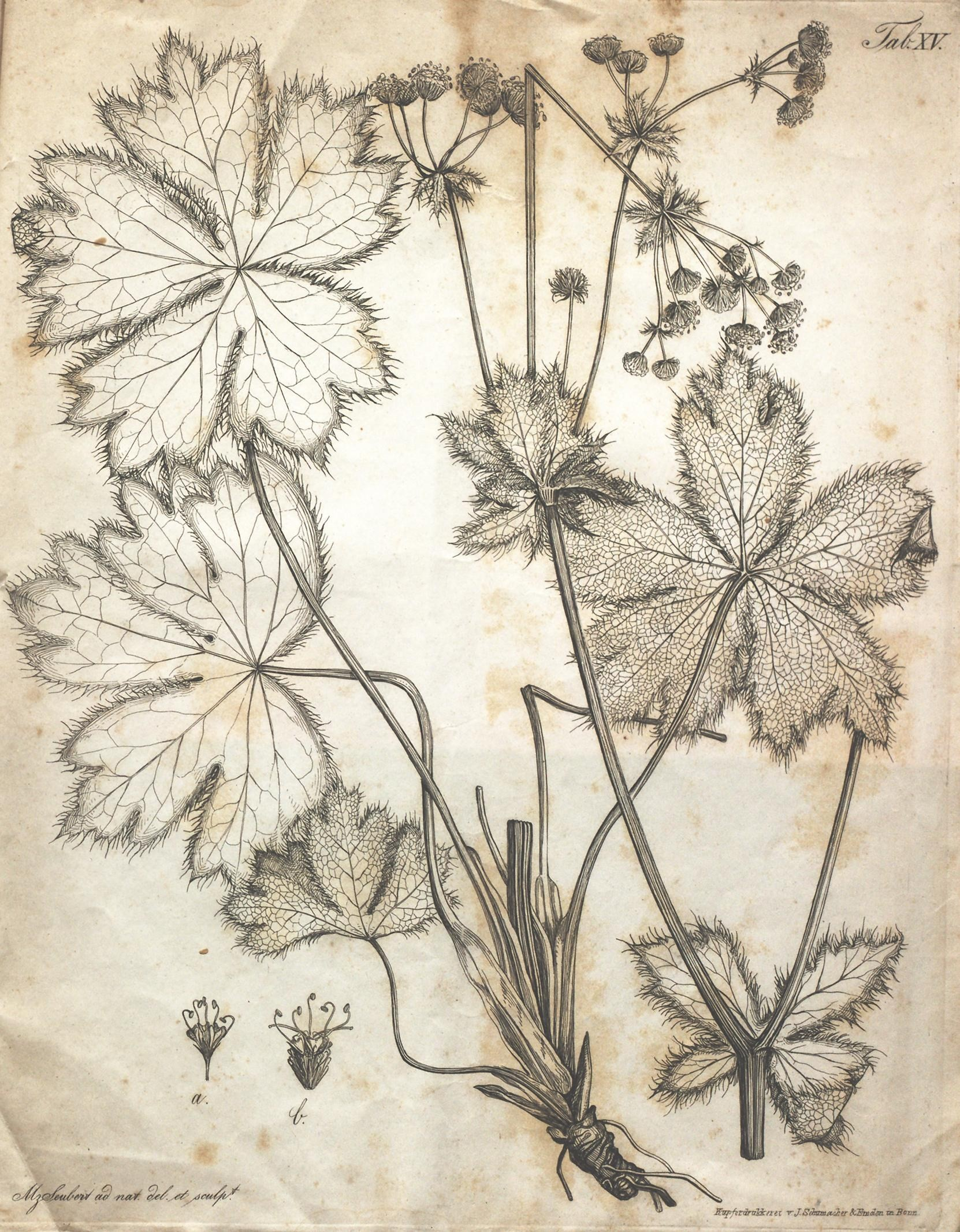